# لاک-سن-پل، کبک
لاک-سن-پل (به فرانسوی: Lac-Saint-Paul) شهری در منطقه شهری آنتوان-لابل ناحیه لورانتید در استان کبک کانادا است. در سرشماری سال ۲۰۱۱ این شهر ۴۴۹ نفر جمعیت داشته‌است و مساحت آن ۱۷۳٫۰۶ کیلومتر مربع است.